# Penthaleus major
Penthaleus major is een mijt behorend tot de familie Penthaleidae. Hij komt voor op planten uit de familie Poaceae. Larven en imagines leven vrij op de bladeren en veroorzaken oppervlakkige vraat.

## Waardplanten
- Avena sativa (Haver)
- Bromopsis inermis (Kweekdravik)
- Elytrigia repens (Kweek)
- Hordeum vulgare (Gerst)
- Phleum pratense (Gewoon timoteegras)
- Poa pratensis (Veldbeemdgras)
- Schedonorus pratensis (Beemdlangbloem)
- Triticum aestivum (Gewone tarwe)